# Измайлов, Марат Наилевич
Мара́т Наи́левич Изма́йлов (тат. Марат Наил улы Измаилев; род. 21 сентября 1982[…], Москва) — российский футболист, полузащитник. Один из самых популярных футболистов РФПЛ 2000-х.

## Биография
Марат Измайлов родился 21 сентября 1982 года в Москве в семье выходцев из Краснооктябрьского района Нижегородской области (отец из села Семёновка, мать — из села Медяна). Отец Наиль Рашидович стал тренировать Марата, как только тот научился ходить.
В футбольную секцию в те времена принимали только с 7 лет. Но тренер школы московского «Локомотива» решил для Измайлова сделать исключение: хотя он на два года оказался младше одноклубников, в скорости и физической подготовке ничем им не уступал. Затем перешёл в школу «Торпедо». В 1999 году стал победителем чемпионата России среди футболистов 1982 года рождения и удостоился титула лучшего нападающего. В 2000 году вернулся в стан «железнодорожников». Параллельно с этим получил высшее образование в Московской государственной академии физической культуры.

## Клубная карьера

### «Локомотив»
Весной 2000 года стал игроком московского «Локомотива» и дебютировал в основе в октябре, выйдя на замену во втором тайме товарищеского матча с ЦСКА. В июне 2001 года выиграл Кубок России, отметившись голевой передачей в финальном матче, где «Локомотив» обыграл махачкалинский «Анжи» в серии пенальти. В том же году провёл свои первые матчи в еврокубках, где также отметился забитыми голами. По итогам сезона «Локомотив» занял второе место в чемпионате России, а Измайлов был признан одним из лучших игроков сезона и стал лауреатом премии «Стрелец» в трёх номинациях, впервые в истории присуждения этой премии: «Лучший атакующий полузащитник», «Самый ценный игрок» и «Надежда сезона».
Впоследствии дважды стал чемпионом страны. В сезоне 2003 года провёл 27 матчей и забил 5 голов. Ещё десять матчей отыграл в Лиге чемпионов. Трижды включался в список 33 лучших футболистов лиги. Вскоре Измайлова начали преследовать травмы. В итоге к сезону 2007 года занял постоянное место на скамейке запасных и вскоре был отдан в аренду в лиссабонский «Спортинг».
Всего за московский клуб провёл в различных турнирах 167 матчей, забил 31 гол.

### «Спортинг»
В «Спортинге» Измайлов в дебютном сезоне сыграл в 23 матчах чемпионата и забил 4 гола. Ещё 13 матчей провёл в рамках Кубка Лиги и Кубка Португалии и 11 встреч отыграл в еврокубках. Первым трофеем Измайлова в этой команде стал Кубок лиги. Вскоре после окончания сезона руководство «Спортинга» выкупило права на футболиста, подписав с ним контракт на четыре года. Следующие два сезона демонстрировал качественную и полезную игру, выиграв со «Спортингом» ещё два Суперкубка Португалии и дважды финишировав на второй позиции в чемпионате.
В июле 2010 года получил травму на летнем сборе «Спортинга» во Франции, из-за которой был вынужден покинуть сбор. 9 августа 2010 года португальское издание A Bola сообщило, что Измайлов намеревается покинуть «Спортинг», так как психологически больше не в состоянии выступать за команду, где провёл три сезона и стал одним из её ведущих и самых популярных среди болельщиков игроков. Кроме того, A Bola указало, что Измайлов при поддержке португальского профсоюза профессиональных футболистов намеревается подать судебный иск на решение «Спортинга» оштрафовать футболиста на две трети месячной зарплаты за отказ принять участие в матче прошлого розыгрыша Лиги Европы против мадридского «Атлетико». Информация была продублирована российской газетой «Спорт-Экспресс». 10 августа в том же A Bola появилась новость, что полузащитником интересуется казанский «Рубин», но в тот же день заявил, что не ведёт переговоров о переходе из «Спортинга» ни с «Рубином», ни с каким-либо другим российским клубом, а «Спортинг», в свою очередь, выступил с заявлением, из которого следовало, что в клуб не поступало никаких предложений относительно Измайлова, и что лиссабонцы рассчитывают на полузащитника, с которым у них действует контракт до 2013 года. Измайлов отметил, что находится в «очень хороших» отношениях с тренерами «Спортинга» и партнёрами по команде и что, «в принципе, его всё устраивает». После травмы, полученной в июле 2010 года, до конца сентября проходил консервативное лечение, однако ожидаемого результата оно не принесло. 23 сентября 2010 года прибыл в Германию, для того, чтобы обсудить ситуацию с врачом, который окончательно убедил его в неизбежности хирургического вмешательства. В начале октября 2010 года ему предстояла очередная операция на коленном сухожилии. Лечением в мюнхенской клинике «Богенхаузен» руководил хирург Людвиг Зеебауэр, который уже оперировал правое колено Измайлова в июле 2009 года. Согласно заявлениям руководства «Спортинга», минимальный срок восстановления игрока оценивался в три месяца.
Сезон 2011/12 Измайлов начал в перерыве дебютного поединка против «Ольяненсе», забил гол. Затем забил мячи ворота «Маритиму» и «Пасуш де Феррейры» в двух турах кряду. Весной Измайлов забил в ворота «Металлиста» (2:1) и помог своей команде выйти в полуфинал Лиги Европы. Летом 2012 года довольно неожиданно был вызван в сборную России и отправился на свой второй чемпионат Европы. Практически сразу после окончания турнира Измайлов намекнул, что хочет сменить клуб:
«У вас совсем не было желания когда-либо поменять клуб? – Было. По разным причинам этого сделать не удалось. Как раз сейчас, наверное, пришло время всерьез вернуться к этому вопросу.
Сезон 2012/13 Измайлов всё-таки начал в «Спортинге», однако не забил ни одного гола в девяти стартовых встречах. Более того, осенью футболист был вынужден уезжать в Москву для решения личных проблем, а по возвращении взял отпуск за свой счёт. В декабре агент заявил, что руководство «Спортинга» решило расстаться с Измайловым, а среди потенциальных покупателей выступают клубы из Испании, Италии, Португалии и России. В январе 2013 года Измайлова начали связывать с «Порту» — принципиальнейшим соперником «Спортинга». Россиянина хотели обменять на защитника Роланду, однако в итоге обменяли на Мигеля Лопеша. Всего за «Спортинг» провёл 143 игры, в которых забил 20 голов.

### «Порту» и аренды
8 января 2013 года Измайлов официально стал игроком «Порту», подписав контракт на 2,5 года с возможностью продления ещё на год. Дебютировал за клуб 13 января в матче против «Бенфики», выйдя на замену на 75 минуте встрече при счёте 2:2. 19 января забил первый гол за «Порту», поразив ворота «Пасуш ди Феррейра». Этот мяч так и остался единственным для Измайлова в составе клуба. До конца сезона сыграл ещё в 13 матчах, заработал пенальти в полуфинале Кубка Лиги и отметился голевой передачей в противостоянии с «Риу Аве». По итогам сезона выиграл чемпионский титул страны, а также стал обладателем Суперкубка Португалии. На старте следующего сезона Измайлов провел дебютный поединок в еврокубках против «Аустрии», однако затем повторно попросил отпуск за свой счет. Впоследствии вернулся в Лиссабон, но на базе клуба не появлялся.
Зимой «Порту» согласился отпустить Измайлова в аренду. Вскоре его начали связывать с азербайджанской «Габалой». Этот клуб арендовал футболиста до 30 июня 2015 года, а инициатором трансфера стал наставник «Габалы» Юрий Семин, работавший с Измайловым в «Локомотиве». Форвард должен был заработать 150 тысяч долларов за 4 месяца. 8 февраля дебютировал в поединке против «Карабаха», проведя на поле все 90 минут. Впоследствии сыграл в 14 матчах и забил 1 гол в матче предпоследнего тура против «Баку» (3:1). Благодаря серии побед из пяти встреч «Габала» заняла третье место и вышла в еврокубки. По окончании аренды Измайлов вернулся в расположение португальской команды.
Летом 2014 года вернулся в «Порту», выразив надежду, что сможет снова закрепиться в стартовом составе. Однако уже 18 июля оказался в «Краснодаре» на правах годичной аренды с возможностью автоматической пролонгации. 7 августа дебютировал в домашнем поединке Лиги Европы против «Диошдьёра». 14 августа вышел в стартовом составе поединка Премьер-лиги против «Спартака» (4:0) и вскоре забил гол, который стал для него первым в России с 2006 года. Впоследствии довольно часто выходил в стартовом составе, но забивал мало. Тренерский штаб решил использовать сильные стороны Измайлова и начал выпускать его в центре поля. Оттуда хавбек выдавал великолепные голевые передачи, которые принесли победы в поединках против «Терека» (1:0), «Эвертона» (1:0) и «Кубани» (3:2). Из-за травм пропустил несколько недель во второй половине сезона, но в целом оставил хорошее впечатление.

### Перерыв и возвращение в «Краснодар»
В августе 2015 года Измайлов объявил о приостановлении карьеры из-за болезни сына. При этом главный тренер «Краснодара» Олег Кононов сообщил, что клуб обязательно попытается подписать игрока после его возвращения в большой футбол. В течение следующего сезона от Измайлова не было никаких вестей, его агент сообщал об интересе казахстанских и российских клубов, однако эти предложения не устраивали футболиста. В итоге поиски новой команды были отложены до лета. В июне 2016 года на него претендовали «Уфа» и «Краснодар», вскоре игрок присоединился к «Краснодару» и подписал новый контракт на два года. 15 марта 2017 года клуб и Измайлов достигли договоренности о расторжении контракта по обоюдному согласию сторон.
9 июня 2017 года перешёл в московский клуб первенства ПФЛ «Арарат» на правах свободного агента. Сыграл в первенстве четыре матча, забил два гола и 26 сентября расторг контракт по обоюдному согласию.
В мае 2019 года Измайлов по словам его агента Паулу Барбозы жил в Португалии с семьёй, периодически играл на любительском уровне и не принимал решения о завершении карьеры.

## Карьера в сборной
В 2001 году был вызван сначала в молодёжную сборную России, а затем и в первую, в составе которой сыграл два матча на чемпионате мира 2002 года и два матча на чемпионате Европы 2004 года. 
25 мая 2012 года после 6-летнего перерыва появился на поле в товарищеском матче против сборной Уругвая (1:1), проведённом в рамках подготовки России к чемпионату Европы 2012 года. На Евро дебютировал в матче против сборной Польши, заменив на 79-й минуте Алана Дзагоева (1:1). В следующем поединке против сборной Греции Дик Адвокат выпустил Измайлова в конце матча вместо Александра Анюкова, в надежде усилить атаку сборной России (поражение 0:1).

## Достижения
«Локомотив» (Москва)
- Чемпион России: 2002, 2004
- Серебряный призёр чемпионата России: 2001
- Бронзовый призёр чемпионата России: 2005, 2006
- Обладатель Кубка России: 2000/01, 2006/07
- Обладатель Суперкубка России: 2003, 2005
- Обладатель Кубка чемпионов Содружества: 2005

«Спортинг» (Лиссабон)
- Обладатель Кубка Португалии: 2007/08
- Обладатель Суперкубка Португалии: 2007, 2008

«Порту»
- Чемпион Португалии: 2012/13
- Обладатель Суперкубка Португалии: 2013

«Габала»
- Бронзовый призёр чемпионата Азербайджана: 2013/14

«Краснодар»
- Бронзовый призёр чемпионата России: 2014/15

### Личные
- В списках 33 лучших футболистов чемпионата России (4) : № 1 (2001); № 2 (2003, 2004, 2005).

## Статистика

### Клубная
| Выступление         | Выступление      | Выступление      | Лига | Лига | Кубок | Кубок | Еврокубки | Еврокубки | Итого | Итого |
| Клуб                | Лига             | Сезон            | Игры | Голы | Игры  | Голы  | Игры      | Голы      | Игры  | Голы  |
| ------------------- | ---------------- | ---------------- | ---- | ---- | ----- | ----- | --------- | --------- | ----- | ----- |
| Локомотив (Москва)  | Премьер-лига     | 2001             | 29   | 6    | 3     | 0     | 10        | 3         | 42    | 9     |
| Локомотив (Москва)  | Премьер-лига     | 2002             | 14   | 2    | 0     | 0     | 0         | 0         | 14    | 2     |
| Локомотив (Москва)  | Премьер-лига     | 2003             | 27   | 5    | 3     | 0     | 10        | 0         | 40    | 5     |
| Локомотив (Москва)  | Премьер-лига     | 2004             | 18   | 2    | 3     | 2     | 2         | 1         | 23    | 5     |
| Локомотив (Москва)  | Премьер-лига     | 2005             | 15   | 4    | 1     | 0     | 5         | 0         | 21    | 4     |
| Локомотив (Москва)  | Премьер-лига     | 2006             | 16   | 1    | 2     | 0     | 2         | 0         | 20    | 1     |
| Локомотив (Москва)  | Премьер-лига     | 2007             | 4    | 0    | 2     | 0     | 0         | 0         | 6     | 0     |
| Локомотив (Москва)  | Итого            | Итого            | 123  | 20   | 14    | 2     | 29        | 4         | 166   | 26    |
| Спортинг (Лиссабон) | Суперлига        | 2007/08          | 23   | 4    | 13    | 4     | 11        | 0         | 47    | 8     |
| Спортинг (Лиссабон) | Суперлига        | 2008/09          | 22   | 3    | 7     | 1     | 6         | 0         | 35    | 4     |
| Спортинг (Лиссабон) | Суперлига        | 2009/10          | 14   | 1    | 5     | 1     | 5         | 0         | 24    | 2     |
| Спортинг (Лиссабон) | Суперлига        | 2010/11          | 3    | 0    | 0     | 0     | 0         | 0         | 3     | 0     |
| Спортинг (Лиссабон) | Суперлига        | 2011/12          | 13   | 5    | 3     | 0     | 9         | 1         | 25    | 6     |
| Спортинг (Лиссабон) | Суперлига        | 2012/13          | 7    | 0    | 0     | 0     | 2         | 0         | 9     | 0     |
| Спортинг (Лиссабон) | Итого            | Итого            | 82   | 13   | 28    | 6     | 33        | 1         | 143   | 20    |
| Порту               | Суперлига        | 2012/13          | 13   | 1    | 0     | 0     | 1         | 0         | 14    | 1     |
| Порту               | Суперлига        | 2013/14          | 0    | 0    | 0     | 0     | 1         | 0         | 1     | 0     |
| Порту               | Итого            | Итого            | 13   | 1    | 0     | 0     | 2         | 0         | 15    | 1     |
| → Габала            | Премьер-лига     | 2013/14          | 14   | 1    | 3     | 1     | 0         | 0         | 17    | 2     |
| → Габала            | Итого            | Итого            | 14   | 1    | 3     | 1     | 0         | 0         | 17    | 2     |
| Краснодар           | Премьер-лига     | 2014/15          | 22   | 1    | 1     | 0     | 8         | 0         | 31    | 1     |
| Краснодар           | Премьер-лига     | 2016/17          | 7    | 1    | 1     | 1     | 2         | 0         | 10    | 2     |
| Краснодар           | Итого            | Итого            | 29   | 2    | 2     | 1     | 10        | 0         | 41    | 3     |
| Арарат (Москва)     | ПФЛ              | 2017/18          | 4    | 2    | 0     | 0     | 0         | 0         | 4     | 2     |
| Арарат (Москва)     | Итого            | Итого            | 4    | 2    | 0     | 0     | 0         | 0         | 4     | 2     |
| Всего за карьеру    | Всего за карьеру | Всего за карьеру | 265  | 39   | 47    | 10    | 74        | 5         | 386   | 54    |

### Сборная
| Россия | Россия | Россия |
| Год    | Игры   | Голы   |
| ------ | ------ | ------ |
| 2001   | 4      | 0      |
| 2002   | 6      | 0      |
| 2003   | 5      | 0      |
| 2004   | 5      | 1      |
| 2005   | 8      | 1      |
| 2006   | 3      | 0      |
| 2012   | 3      | 0      |
| Всего  | 34     | 2      |

| №   | Дата             | Соперник          | Счёт | Голы Измайлова | Турнир                   |
| 1   | 15 августа 2001  | Греция            | 0:0  | -              | Товарищеский матч        |
| 2   | 1 сентября 2001  | Словения          | 1:2  | -              | Отборочные матчи ЧМ-2002 |
| 3   | 5 сентября 2001  | Фарерские острова | 3:0  | -              | Отборочные матчи ЧМ-2002 |
| 4   | 6 октября 2001   | Швейцария         | 4:0  | -              | Отборочные матчи ЧМ-2002 |
| 5   | 13 февраля 2002  | Ирландия          | 0:2  | -              | Товарищеский матч        |
| 6   | 27 марта 2002    | Эстония           | 1:2  | -              | Товарищеский матч        |
| 7   | 17 апреля 2002   | Франция           | 0:0  | -              | Товарищеский матч        |
| 8   | 19 мая 2002      | Югославия         | 1:1  | -              | Товарищеский матч        |
| 9   | 5 июня 2002      | Тунис             | 2:0  | -              | Финальные матчи ЧМ-2002  |
| 10  | 9 июня 2002      | Япония            | 0:1  | -              | Финальные матчи ЧМ-2002  |
| 11  | 30 апреля 2003   | Грузия            | 0:1  | -              | Отборочные матчи ЧЕ-2004 |
| 12  | 10 сентября 2003 | Швейцария         | 4-1  | -              | Отборочные матчи ЧЕ-2004 |
| 13  | 11 октября 2003  | Грузия            | 3:1  | -              | Отборочные матчи ЧЕ-2004 |
| 14  | 15 ноября 2003   | Уэльс             | 0:0  | -              | Отборочные матчи ЧЕ-2004 |
| 15  | 19 ноября 2003   | Уэльс             | 1:0  | -              | Отборочные матчи ЧЕ-2004 |
| 16  | 28 апреля 2004   | Норвегия          | 2:3  | -              | Товарищеский матч        |
| 17  | 25 мая 2004      | Австрия           | 0:0  | -              | Товарищеский матч        |
| 18  | 12 июня 2004     | Испания           | 0:1  | -              | Финальные матчи ЧЕ-2004  |
| 19  | 16 июня 2004     | Португалия        | 0:2  | -              | Финальные матчи ЧЕ-2004  |
| 20  | 17 ноября 2004   | Эстония           | 4:0  | 1              | Отборочные матчи ЧМ-2006 |
| 21  | 9 февраля 2005   | Италия            | 0:2  | -              | Товарищеский матч        |
| 22  | 26 марта 2005    | Лихтенштейн       | 2:1  | -              | Отборочные матчи ЧМ-2006 |
| 23  | 4 июня 2005      | Латвия            | 2:0  | -              | Отборочные матчи ЧМ-2006 |
| 24  | 8 июня 2005      | Германия          | 2:2  | -              | Товарищеский матч        |
| 25  | 3 сентября 2005  | Лихтенштейн       | 2:0  | -              | Отборочные матчи ЧМ-2006 |
| 26  | 7 сентября 2005  | Португалия        | 0:0  | -              | Отборочные матчи ЧМ-2006 |
| 27  | 8 октября 2005   | Люксембург        | 5:1  | 1              | Отборочные матчи ЧМ-2006 |
| 28  | 12 октября 2005  | Словакия          | 0:0  | -              | Отборочные матчи ЧМ-2006 |
| 29  | 16 августа 2006  | Латвия            | 1:0  | -              | Товарищеский матч        |
| 30  | 6 сентября 2006  | Хорватия          | 0:0  | -              | Отборочные матчи ЧЕ-2008 |
| 31  | 8 октября 2006   | Израиль           | 1:1  | -              | Отборочные матчи ЧЕ-2008 |
| 32  | 25 мая 2012      | Уругвай           | 1:1  | -              | Товарищеский матч        |
| н/о | 29 мая 2012      | Литва             | 0:0  | -              | Товарищеский матч        |
| 33  | 12 июня 2012     | Польша            | 1:1  | -              | Финальные матчи ЧЕ-2012  |
| 34  | 16 июня 2012     | Греция            | 0:1  | -              | Финальные матчи ЧЕ-2012  |

Итого по официальным матчам: 34 матча / 2 гола; 12 побед, 12 ничьих, 10 поражений.